# Mariana Pajón
Mariana Pajon Londoño (Medellín, 10 oktober 1991) is een Colombiaanse BMX'er. Ze is tweevoudig olympisch kampioen.

## Levensloop
Pajón won haar eerste nationale titel op vijfjarige leeftijd en haar eerste wereldtitel op 9-jarige leeftijd. In totaal won ze twintig wereldtitels, twee nationale titels in de Verenigde Staten, negen Latijns-Amerikaanse titels en tien Pan-Amerikaanse titels. In 2008 ging ze deze sport professioneel beoefenen. Op de Olympische Zomerspelen 2012 maakte ze op haar twintigste haar olympisch debuut. Ze was de vlaggendrager van de Colombiaanse sportersploeg en won een gouden medaille met een winnende tijd van 37,706 seconden. vier jaar later op de Olympische Zomerspelen 2016 prolongeerde ze haar gouden medaille door wederom goud te winnen met een tijd van 34,093 seconden.
Een jaar na de Spelen in Rio de Janeiro won Pajón brons op de wereldkampioenschappen, de laatste keer dat ze op de mondiale kampioenschappen het podium haalde. Tijdens de uitgestelde Olympische Spelen in 2021 in het Japanse Tokio was er zilver voor de Colombiaanse. Drie jaar later tijdens de Spelen in Parijs strandde Pajón in de halve finale.

## Palmares
| jaar | medaille | kampioenschap          | plaats           | wedstrijd       |
| ---- | -------- | ---------------------- | ---------------- | --------------- |
| 2008 | Goud     | WK junioren            | Taiyuan          | vrouwen cruiser |
| 2009 | Goud     | WK junioren            | Adelaide         | vrouwen cruiser |
| 2009 | Goud     | WK junioren            | Adelaide         | vrouwen         |
| 2010 | Goud     | WK                     | Pietermaritzburg | vrouwen cruiser |
| 2011 | Brons    | WK                     | Kopenhagen       | vrouwen tijdrit |
| 2011 | Goud     | WK                     | Kopenhagen       | vrouwen         |
| 2011 | Goud     | Pan-Amerikaanse Spelen | Guadalajara      | vrouwen         |
| 2012 | Goud     | Olympische Spelen      | Londen           | vrouwen         |
| 2012 | 5e       | WK                     | Birmingham       | vrouwen         |
| 2013 | Goud     | WK                     | Auckland         | vrouwen tijdrit |
| 2014 | Goud     | WK                     | Rotterdam        | vrouwen         |
| 2014 | Brons    | WK                     | Rotterdam        | vrouwen tijdrit |
| 2015 | Goud     | WK                     | Heusden-Zolder   | vrouwen tijdrit |
| 2016 | Goud     | Olympische Spelen      | Rio de Janeiro   | vrouwen         |
| 2016 | Goud     | WK                     | Medellín         | vrouwen         |
| 2016 | Brons    | WK                     | Medellín         | vrouwen tijdrit |
| 2017 | Brons    | WK                     | Rock Hill        | vrouwen         |
| 2019 | Goud     | Pan-Amerikaanse Spelen | Lima             | vrouwen         |
| 2021 | Zilver   | Olympische Spelen      | Tokio            | vrouwen         |
| 2023 | Goud     | Pan-Amerikaanse Spelen | Santiago         | vrouwen         |

## Privé
Sinds 2013 heeft Pajón een relatie met de Franse BMX'er Vincent Pelluard. Op 16 december 2017 traden ze in het huwelijk.

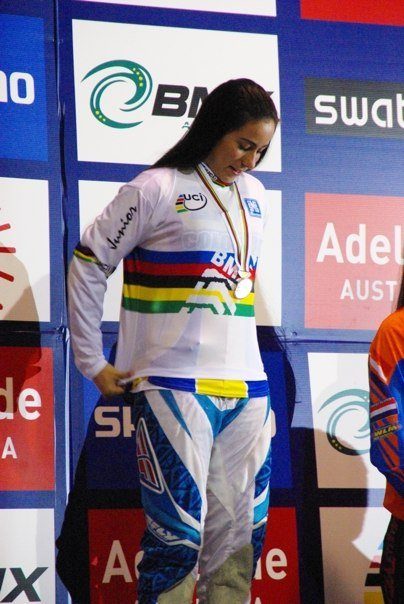
WK junioren in 2009
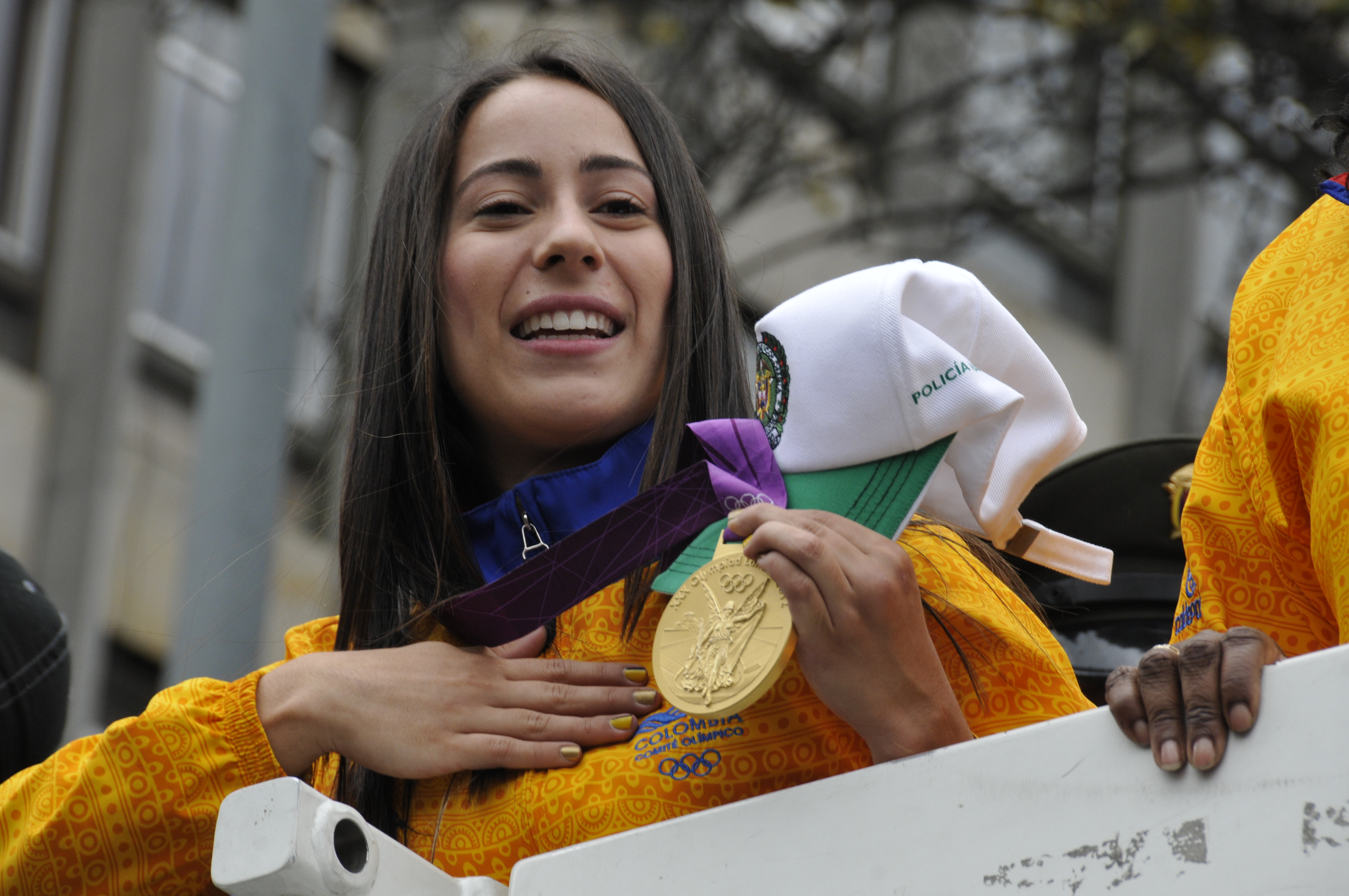
Mariana Pajón met haar olympische gouden medaille in 2012
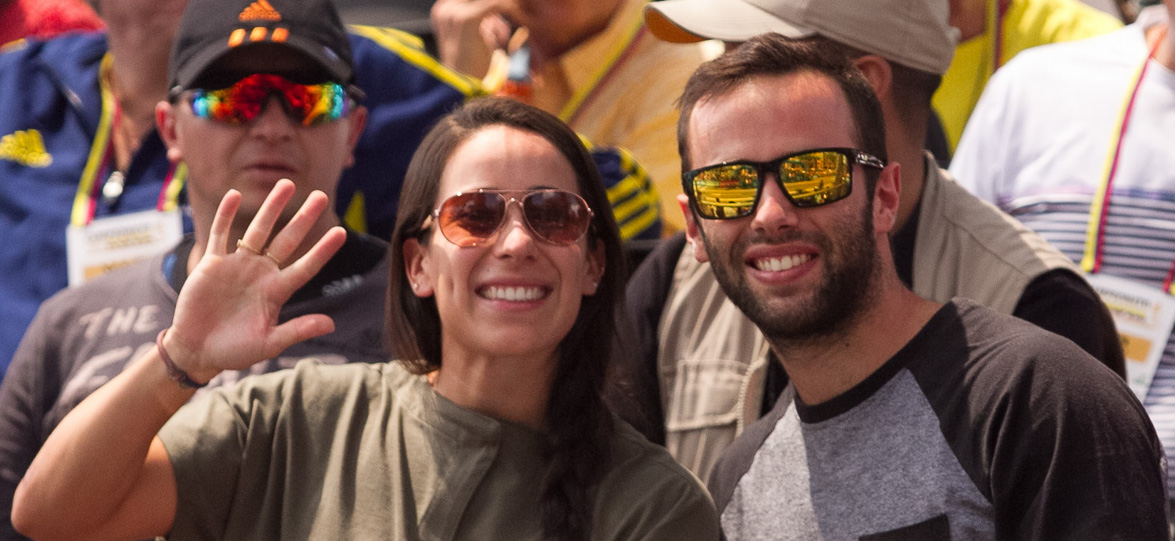
Mariana Pajón met haar man Vincent Pelluard

2008: Anne-Caroline Chausson ·
2012: Mariana Pajón ·
2016: Mariana Pajón ·
2020: Beth Shriever ·
2024: Saya Sakakibara